# Elecciones generales de Malta de 1981
Las elecciones generales de Malta fueron el 12 de diciembre de 1981.
Durante estas elecciones, la oposición dirigida por el Partido Nacionalista, fortalecido por un nuevo líder, Edward Fenech Adami, parecía suponer un verdadero desafío para el Primer ministro Laborista Dom Mintoff. De hecho, en estas elecciones, los nacionalistas obtuvieron la mayoría absoluta de votos, pero solo obtuvieron 31 escaños, mientras que el Partido Laborista logró obtener 34 escaños. Mintoff declaró no estar capacitado para gobernar en tales condiciones e insinuó que podría convocar nuevas elecciones dentro de 6 meses. Pero eso no llegó a suceder porque Mintoff aceptó la invitación del Presidente de formar un nuevo gobierno. Ello condujo a una crisis política, cuyos efectos continuaron durante gran parte de la década de los ochenta, al igual que el aumento de la violencia política en las calles del país.
Las elecciones terminaron en controversia porque aunque el Partido Nacionalista recibió una mayoría de votos, el sistema de votación vigente llevó a que el gobernante Partido Laborista obtuviese la mayoría de los escaños y gobernará las islas maltesas con un mandato disputado, hasta las elecciones generales de 1987. Esto provocó una crisis constitucional en el curso de la que los nacionalistas boicotearon el parlamento.
Como resultado, se llegó a un compromiso mediante el que se introdujeron cambios en el sistema electoral para que no volviera a plantearse el mismo problema. Si bajo el nuevo sistema vuelve a darse la controversia de 1981, al partido apoyado por una mayoría total de votantes se le otorgará un número de escaños adicionales procedentes de una lista partidaria, de manera que obtenga una mayoría parlamentaria.

## Sistema electoral
Las elecciones de 1981 se llevaron a cabo bajo el sistema de voto único transferible voto, con circunscripciones de 5 escaños. Según el acuerdo realizado tras estas elecciones, se introdujeron escaños adicionales ''extras''.

## Resultados
| Partido                 | Votos   | %    | Escaños | +/– |
| ----------------------- | ------- | ---- | ------- | --- |
| Partido Nacionalista    | 114.132 | 50.9 | 31      | 0   |
| Partido Laborista       | 109.990 | 49.1 | 34      | 0   |
| Independientes          | 29      | 0.0  | 0       | 0   |
| Votos en blanco/nulos   | 1.315   | –    | –       | –   |
| Total                   | 225.466 | 100  | 65      | 0   |
| Participación electoral | 238.239 | 94.6 | –       | –   |
| Fuente: Nohlen & Stöver |         |      |         |     |